# Billy Sherwood

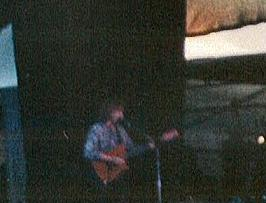
Billy Sherwood în 1998

William "Billy" Wyman Sherwood (n. 14 martie 1965, Las Vegas, Nevada) este un muzician, producător și inginer de sunet.